# Empis diagramma
Empis diagramma är en tvåvingeart som beskrevs av Johann Wilhelm Meigen 1835. Empis diagramma ingår i släktet Empis och familjen dansflugor.
Artens utbredningsområde är Tyskland. Inga underarter finns listade i Catalogue of Life.